# جاك فوجيموتو
جاك فوجيموتو (بالإنجليزية: Jack Fujimoto)‏ هو أكاديمي أمريكي، ولد في 19 يوليو 1928.